# Битлис (вилайет)
Вилайет Битлис (осман. ولایت بتليس‎) — один из шести армянских вилайетов Османской империи. Образован в 1875 году из части Эрзурумского эялета с площадью 29,840 км². Прекратил существование в 1923 году в результате реформ в Турецкой республике.

## История
Создание новой провинции было связано с намерением султанского правительства улучшить управление областями на востоке Малой Азии и Кавказе. Одновременно предполагалось разделить по разным вилайетам армянскую общину, которая была довольно значительной в Эрзурумском эялете. Армян-христиан рассматривали как опасность в возможной войне с Российской империей. Преследования армян усилились после поражения в Русско-турецкой войне 1877—1878 годов, когда границы России поползли в сторону Битлисского вилайета. Санджак Сиирт был присоединен к вилайету Битлис из Диярбекирского вилайета в 1883–1884 гг.
Постоянное угнетение армян приводило к восстаниям, движущей силой которых стали федаины. Наиболее крупными были восстания в горном санджаке Сасон в 1894 и 1904 годах. Во время Первой мировой войны произошли несколько столкновений между турками и курдами с одной стороны, и армянами, а также ассирийцами (с другой). Обострение началось с 1893 года. При тайной поддержке османского султана Абдул-Хамида курдские хамидие в 1895 году устроили резню армянского населения.
С начала Первой мировой войны вместе с Эрзурумским и Трабзонским вилайетами Битлис служил базой османских войск против Российской империи. В 1915—1916 годах вилайет был местом ожесточенных боев между турецкими и русскими армиями, в результате которых последние одержали победу и заняли большую часть вилайета вместе с городом Битлис.
Поражение в Первой мировой войне привела к развертыванию курдского движения за независимость. Борьба турок против курдов зацепило и вилайет Битлис. Впрочем, его удалось удержать под властью Турецкой республики, которая была образована в 1920 году. В 1923 году Битлисский вилайет был преобразован в провинции Битлис, Бингёль и Сиирт.

## Структура
В 1875 году вилайет Битлис состоял из 2 санджаков: Битлис и Муш. В 1883 году к ним добавлены санджак Сиирт, а в 1884 году — Генч.
1. Санджак Битлис - 4 казы: Битлис, Ахлат, Хизан, Мутки
2. Санджак Муш - 5 каз: Муш, Буланык, Сасон, Малазгирт, Варто
3. Санджак Сиирт - 5 каз: Сиирт, Эрух, Первари, Ширван, Курталан.
4. Санджак Генч - 3 казы: Генч, Чапакчур, Кулп.

## Население
Согласно предварительным результатам первой османской переписи 1885 года (опубликованной в 1908 году) в провинции проживало 388 625 человек.  Точность данных о численности населения варьируется от «приблизительной» до «чисто предположительной» в зависимости от района, из которого они были собраны. Основными нациями были армяне (47,1 %) и курды (33,8%), также жили турки, ассирийцы, халдеи.
Политика постоянных притеснений, преследований, нападений на армян и исламизации привела к тому, что в 1914 году число мусульман составляло 309 999 человек, армян — 117 492, ассирийцев — 3992, халдеев — 4356.

## Экономика
Основу составляли земледелие и животноводство. Выращивали прежде всего пшеницу и просо, в меньших объёмах — рожь, овощи. Значительную статью доходов вилайета составляло изготовления ковров. Им прежде всего занимались курды. Поставка осуществлялась на внутренний рынок и в Стамбул.